# Robert Oberst
Robert Oberst (né le 20 décembre 1984 à Santa Cruz, Californie) est un homme fort américain professionnel connu pour avoir participé au 2013 World's Strongest Man et au 2014 World's Strongest Man,.